# Processo Mile Budak
Il processo Mile Budak è stato il processo  contro Mile Budak e altri membri del governo dello Stato indipendente di Croazia, le accuse erano alto tradimento e crimini di guerra . Il processo si è svolto il 6 giugno 1945 a Zagabria, ed è durato un giorno, nel Tribunale Militare del IIa Armata della Jugoslavia. Sette degli accusati furono giustiziati il giorno seguente e un altro morì in prigione.

## Apprensione
Molti degli accusati sono stati arrestati dagli inglesi nella loro zona di occupazione in Austria e trattenuti nel campo di detenzione di Spittal. Il 17 maggio gli inglesi inviarono Nikola Mandić, Julije Makanec e Pavao Canki da Spittal su un treno diretto a Zagabria, durante il viaggio furono raggiunti da Nikola Steinfel e Mile Budak.

## Le sentenze
| Imputato        | Funzione                                                                       | Sentenza                                                   |
| --------------- | ------------------------------------------------------------------------------ | ---------------------------------------------------------- |
| Mile Budak      | Ministro della Pubblica Istruzione (1941), Ministro degli Affari Esteri (1943) | Giustiziato il 7 giugno                                    |
| Pavao Canki     | Ministro della Giustizia e della Religione (1943-1945)                         | Giustiziato il 7 giugno                                    |
| Juraj Rukavina  | Colonnello ustascia                                                            | Giustiziato il 7 giugno                                    |
| Nikola Steinfel | Ministro delle forze armate (1944-1945)                                        | Giustiziato il 7 giugno                                    |
| Ivan Vidnjević  | Giurista                                                                       | Giustiziato il 7 giugno                                    |
| Julije Makanec  | Ministro dell'Istruzione (1943-1945)                                           | Giustiziato il 7 giugno                                    |
| Nikola Mandić   | Primo Ministro (1943-1945)                                                     | Giustiziato il 7 giugno                                    |
| Ademaga Mešić   | Doglavnik                                                                      | Ergastolo, morto nella prigione di Stara Gradiška nel 1945 |
| Lavoslav Milić  | Generale                                                                       | 20 anni di reclusione                                      |
| Bruno Nardelli  | Governatore                                                                    | 20 anni di reclusione                                      |